# Eurocopa 2024
La Eurocopa de fútbol 2024 o Euro 2024 fue la decimoséptima edición del torneo europeo masculino de selecciones nacionales. Organizada por la UEFA, se celebró en Alemania del 14 de junio al 14 de julio.
Alemania fue elegida sede de la competición el 27 de septiembre de 2018, después de superar a Turquía. Esta es la segunda ocasión que este país alberga el campeonato, ya que anteriormente había organizado la edición de 1988.
España se coronó campeona del certamen por cuarta vez tras vencer por un resultado de 2-1 a Inglaterra en la final, que se disputó en el Estadio Olímpico de Berlín. El combinado español se convirtió de este modo en la selección con más títulos obtenidos en el certamen.

## Elección del país anfitrión

### Requisitos para organizar el torneo
Para albergar el campeonato con el formato actual de 24 equipos, se requiere un mínimo de ocho estadios. Además, estos estadios deben contar con una capacidad superior a 30 000 localidades, tres de estos ocho estadios debe tener más de 40 000 asientos y una calificación de 4 estrellas, y al menos uno de esos tres debe tener 50 000 asientos y una valoración de 5 estrellas.

### Proceso inicial
El proceso para presentar candidaturas se cerró el 3 de marzo de 2017. Las asociaciones que presentaron su candidatura para albergar la Eurocopa 2024 fueron Alemania y Turquía.
Las asociaciones candidatas tuvieron hasta el 27 de abril de 2018 para completar y presentar sus expedientes a la UEFA. 
El 27 de septiembre de 2018, el Comité Ejecutivo de la UEFA designó a Alemania como el país organizador de la Eurocopa de 2024 tras imponerse a Turquía por 12 votos a 4.De los 20 miembros, dos no podían votar al ser los representantes de los países candidatos y uno estaba ausente por enfermedad, dejando un total de diecisiete miembros con derecho a voto.

## Organización

### Sedes
La Federación Alemana de Fútbol (DFB) eligió diez ciudades anfitrionas: Berlín, Colonia, Dortmund, Düsseldorf,  Fráncfort del Meno, Hamburgo, Gelsenkirchen, Leipzig, Stuttgart y Múnich. A excepción de Düsseldorf, el resto ya fueron sedes en la Copa Mundial de Fútbol de 2006.
| Alemania                                         | Alemania                                                                                     | Alemania                                                                                     | Alemania                                           |
| Berlín                                           | Múnich                                                                                       | Dortmund                                                                                     | Stuttgart                                          |
| ------------------------------------------------ | -------------------------------------------------------------------------------------------- | -------------------------------------------------------------------------------------------- | -------------------------------------------------- |
| Estadio Olímpico de Berlín                       | Fußball Arena München                                                                        | BVB Stadion Dortmund                                                                         | Stuttgart Arena                                    |
| 52°30′53″N 13°14′22″E / 52.51472, 13.23944       | 48°13′7.59″N 11°37′29.11″E / 48.2187750, 11.6247528                                          | 51°29′33.25″N 7°27′6.63″E / 51.4925694, 7.4518417                                            | 48°47′32.17″N 9°13′55.31″E / 48.7922694, 9.2320306 |
| Capacidad: 74 475                                | Capacidad: 75 000                                                                            | Capacidad: 68 851                                                                            | Capacidad: 54 812                                  |
|                                                  |                                                                                              |                                                                                              |                                                    |
| Gelsenkirchen                                    | Berlín Dortmund Múnich Stuttgart Gelsenkirchen Hamburgo Fráncfort Colonia Leipzig Düsseldorf | Berlín Dortmund Múnich Stuttgart Gelsenkirchen Hamburgo Fráncfort Colonia Leipzig Düsseldorf | Hamburgo                                           |
| Arena AufSchalke                                 | Berlín Dortmund Múnich Stuttgart Gelsenkirchen Hamburgo Fráncfort Colonia Leipzig Düsseldorf | Berlín Dortmund Múnich Stuttgart Gelsenkirchen Hamburgo Fráncfort Colonia Leipzig Düsseldorf | Volksparkstadion                                   |
| 51°33′16.21″N 7°4′3.32″E / 51.5545028, 7.0675889 | Berlín Dortmund Múnich Stuttgart Gelsenkirchen Hamburgo Fráncfort Colonia Leipzig Düsseldorf | Berlín Dortmund Múnich Stuttgart Gelsenkirchen Hamburgo Fráncfort Colonia Leipzig Düsseldorf | 53°35′13.77″N 9°53′55.02″E / 53.5871583, 9.8986167 |
| Capacidad: 57 740                                | Berlín Dortmund Múnich Stuttgart Gelsenkirchen Hamburgo Fráncfort Colonia Leipzig Düsseldorf | Berlín Dortmund Múnich Stuttgart Gelsenkirchen Hamburgo Fráncfort Colonia Leipzig Düsseldorf | Capacidad: 51 500                                  |
|                                                  | Berlín Dortmund Múnich Stuttgart Gelsenkirchen Hamburgo Fráncfort Colonia Leipzig Düsseldorf | Berlín Dortmund Múnich Stuttgart Gelsenkirchen Hamburgo Fráncfort Colonia Leipzig Düsseldorf |                                                    |
| Fráncfort                                        | Colonia                                                                                      | Leipzig                                                                                      | Düsseldorf                                         |
| Frankfurt Arena                                  | Cologne Stadium                                                                              | Leipzig Stadium                                                                              | Düsseldorf Arena                                   |
| 50°4′6.86″N 8°38′43.65″E / 50.0685722, 8.6454583 | 50°56′0.59″N 6°52′29.99″E / 50.9334972, 6.8749972                                            | 51°20′44.86″N 12°20′53.59″E / 51.3457944, 12.3482194                                         | 51°15′41.54″N 6°43′59.1″E / 51.2615389, 6.733083   |
| Capacidad: 48 000                                | Capacidad: 46 195                                                                            | Capacidad: 42 959                                                                            | Capacidad: 51 500                                  |
|                                                  |                                                                                              |                                                                                              |                                                    |

### Equipos arbitrales
| Árbitros de la UEFA                                                                                           |                                              |                                                |
| Artur Soares Dias                                                                                             | Paulo Soares Pedro Ribeiro                   | Tiago Martins                                  |
| Jesús Gil Manzano                                                                                             | Diego Barbero Sevilla Ángel Nevado Rodríguez | Juan Martínez Munuera                          |
| Marco Guida                                                                                                   | Filippo Meli Giorgio Peretti                 | Massimiliano Irrati                            |
| István Kovács                                                                                                 | Vasile Marinescu Ovidiu Artene               | Pol van Boekel Tomasz Kwiatkowski              |
| Ivan Kružliak                                                                                                 | Branislav Hancko Jan Pozor                   | Tomasz Kwiatkowski Marco Fritz                 |
| François Letexier                                                                                             | Cyril Mugnier Mehdi Rahmouni                 | Willy Delajod Bastian Dankert Jérôme Brisard   |
| Danny Makkelie                                                                                                | Hessel Steegstra Jan de Vries                | Rob Dieperink                                  |
| Szymon Marciniak                                                                                              | Tomasz Listkiewicz Adam Kupsik               | Tomasz Kwiatkowski                             |
| Halil Umut Meler                                                                                              | Emre Eyisoy Kerem Ersoy                      | Bastian Dankert Paolo Valeri Marco Fritz       |
| Glenn Nyberg                                                                                                  | Mahbod Beigi Andreas Söderkvist              | Rob Dieperink Christian Dingert Pol van Boekel |
| Michael Oliver                                                                                                | Stuart Burt Dan Cook                         | Stuart Attwell Bastian Dankert Pol van Boekel  |
| Daniele Orsato                                                                                                | Ciro Carbone Alessandro Giallatini           | Massimiliano Irrati                            |
| Sandro Schärer                                                                                                | Stéphane De Almeida Bekim Zogaj              | Fedayi San                                     |
| Daniel Siebert                                                                                                | Jan Seidel Rafael Foltyn                     | Marco Fritz Bastian Dankert                    |
| Anthony Taylor                                                                                                | Gary Beswick Adam Nunn                       | Stuart Attwell                                 |
| Clément Turpin                                                                                                | Nicolas Danos Benjamin Pages                 | Jérôme Brisard                                 |
| Slavko Vinčić                                                                                                 | Tomaž Klančnik Andraž Kovačič                | Nejc Kajtazovic                                |
| Felix Zwayer                                                                                                  | Stefan Lupp Marco Achmüller                  | Bastian Dankert                                |
| Árbitros invitados de la Conmebol                                                                             |                                              |                                                |
| Facundo Tello                                                                                                 | Gabriel Chade Ezequiel Brailovsky            | Alejandro Hernández Hernández                  |
| Cuartos árbitros                                                                                              |                                              |                                                |
| Rade Obrenovic / Serdar Gözübüyük / Irfan Peljto / Espen Eskås / Mykola Balakin / Donatas Rumšas / Umut Meler |                                              |                                                |

#### Partidos arbitrados
| 4 partidos        |                  |                            |    |   |   |
| François Letexier | Fase de grupos   | Croacia - Albania          | 4  | 0 | 0 |
| François Letexier | Fase de grupos   | Dinamarca - Serbia         | 4  | 0 | 0 |
| François Letexier | Octavos de final | España - Georgia           | 2  | 0 | 0 |
| François Letexier | Final            | España - Inglaterra        | 4  | 0 | 0 |
|                   |                  |                            |    |   |   |
| Michael Oliver    | Fase de grupos   | España - Croacia           | 1  | 0 | 1 |
| Michael Oliver    | Fase de grupos   | Eslovaquia - Ucrania       | 1  | 0 | 0 |
| Michael Oliver    | Octavos de final | Alemania - Dinamarca       | 4  | 0 | 1 |
| Michael Oliver    | Cuartos de final | Portugal - Francia         | 2  | 0 | 0 |
|                   |                  |                            |    |   |   |
| Daniele Orsato    | Fase de grupos   | Serbia - Inglaterra        | 3  | 0 | 0 |
| Daniele Orsato    | Fase de grupos   | Suiza - Alemania           | 4  | 0 | 0 |
| Daniele Orsato    | Octavos de final | Portugal - Eslovenia       | 7  | 0 | 1 |
| Daniele Orsato    | Cuartos de final | Inglaterra - Suiza         | 3  | 0 | 0 |
| 3 partidos        |                  |                            |    |   |   |
| Artur Soares Dias | Fase de grupos   | Polonia - Países Bajos     | 1  | 0 | 0 |
| Artur Soares Dias | Fase de grupos   | Dinamarca - Inglaterra     | 4  | 0 | 0 |
| Artur Soares Dias | Octavos de final | Austria - Turquía          | 4  | 0 | 0 |
|                   |                  |                            |    |   |   |
| Halil Umut Meler  | Fase de grupos   | Bélgica - Eslovaquia       | 4  | 0 | 0 |
| Halil Umut Meler  | Fase de grupos   | Polonia - Austria          | 6  | 0 | 0 |
| Halil Umut Meler  | Octavos de final | Inglaterra - Eslovaquia    | 9  | 0 | 0 |
|                   |                  |                            |    |   |   |
| Glenn Nyberg      | Fase de grupos   | Rumania - Ucrania          | 2  | 0 | 0 |
| Glenn Nyberg      | Fase de grupos   | Albania - España           | 3  | 0 | 0 |
| Glenn Nyberg      | Octavos de final | Francia - Bélgica          | 6  | 0 | 0 |
|                   |                  |                            |    |   |   |
| Anthony Taylor    | Fase de grupos   | Países Bajos - Francia     | 1  | 0 | 0 |
| Anthony Taylor    | Fase de grupos   | Ucrania - Bélgica          | 2  | 0 | 0 |
| Anthony Taylor    | Cuartos de final | España - Alemania          | 15 | 1 | 0 |
|                   |                  |                            |    |   |   |
| Clément Turpin    | Fase de grupos   | Alemania - Escocia         | 3  | 1 | 1 |
| Clément Turpin    | Fase de grupos   | Inglaterra - Eslovenia     | 5  | 0 | 0 |
| Clément Turpin    | Cuartos de final | Países Bajos - Turquía     | 6  | 1 | 0 |
|                   |                  |                            |    |   |   |
| Slavko Vinčić     | Fase de grupos   | Hungría - Suiza            | 5  | 0 | 0 |
| Slavko Vinčić     | Fase de grupos   | España - Italia            | 5  | 0 | 0 |
| Slavko Vinčić     | Semifinales      | España - Francia           | 4  | 0 | 0 |
|                   |                  |                            |    |   |   |
| Felix Zwayer      | Fase de grupos   | Italia - Albania           | 4  | 0 | 0 |
| Felix Zwayer      | Octavos de final | Rumania - Países Bajos     | 4  | 0 | 0 |
| Felix Zwayer      | Semifinales      | Países Bajos - Inglaterra  | 6  | 0 | 1 |
| 2 partidos        |                  |                            |    |   |   |
| Marco Guida       | Fase de grupos   | Portugal - República Checa | 3  | 0 | 0 |
| Marco Guida       | Fase de grupos   | Francia - Polonia          | 5  | 0 | 2 |
|                   |                  |                            |    |   |   |
| István Kovács     | Fase de grupos   | Eslovenia - Serbia         | 6  | 0 | 0 |
| István Kovács     | Fase de grupos   | República Checa - Turquía  | 18 | 2 | 0 |
|                   |                  |                            |    |   |   |
| Ivan Kružliak     | Fase de grupos   | Escocia - Suiza            | 5  | 0 | 0 |
| Ivan Kružliak     | Fase de grupos   | Países Bajos - Austria     | 3  | 0 | 0 |
|                   |                  |                            |    |   |   |
| Danny Makkelie    | Fase de grupos   | Alemania - Hungría         | 5  | 0 | 0 |
| Danny Makkelie    | Fase de grupos   | Croacia - Italia           | 9  | 0 | 1 |
|                   |                  |                            |    |   |   |
| Szymon Marciniak  | Fase de grupos   | Bélgica - Rumania          | 3  | 0 | 0 |
| Szymon Marciniak  | Octavos de final | Suiza - Italia             | 3  | 0 | 0 |
|                   |                  |                            |    |   |   |
| Sandro Schärer    | Fase de grupos   | Eslovenia - Dinamarca      | 3  | 0 | 0 |
| Sandro Schärer    | Fase de grupos   | Georgia - Portugal         | 4  | 0 | 1 |
|                   |                  |                            |    |   |   |
| Daniel Siebert    | Fase de grupos   | Georgia - República Checa  | 9  | 0 | 1 |
| Daniel Siebert    | Fase de grupos   | Eslovaquia - Rumania       | 5  | 0 | 1 |
|                   |                  |                            |    |   |   |
| Facundo Tello     | Fase de grupos   | Turquía - Georgia          | 3  | 0 | 0 |
| Facundo Tello     | Fase de grupos   | Escocia - Hungría          | 6  | 0 | 0 |
| 1 partido         |                  |                            |    |   |   |
| Jesús Gil Manzano | Fase de grupos   | Austria - Francia          | 7  | 0 | 0 |

## Equipos participantes
En cursiva los países debutantes en la competición.
| Equipos participantes | Equipos participantes | Equipos participantes | Equipos participantes |
| --------------------- | --------------------- | --------------------- | --------------------- |
| Albania               | Escocia               | Hungría               | Rumania               |
| Alemania              | Eslovaquia            | Inglaterra            | República Checa       |
| Austria               | Eslovenia             | Italia                | Serbia                |
| Bélgica               | España                | Países Bajos          | Suiza                 |
| Croacia               | Francia               | Polonia               | Turquía               |
| Dinamarca             | Georgia               | Portugal              | Ucrania               |

### Seleccionadores nacionales
Entre paréntesis, el país que entrena cada seleccionador.
| Seleccionadores nacionales   | Seleccionadores nacionales     | Seleccionadores nacionales    | Seleccionadores nacionales   |
| ---------------------------- | ------------------------------ | ----------------------------- | ---------------------------- |
| Sylvinho (Albania)           | Steve Clarke (Escocia)         | Marco Rossi (Hungría)         | Edward Iordănescu (Rumanía)  |
| Julian Nagelsmann (Alemania) | Francesco Calzona (Eslovaquia) | Gareth Southgate (Inglaterra) | Ivan Hašek (República Checa) |
| Ralf Rangnick (Austria)      | Matjaž Kek (Eslovenia)         | Luciano Spalletti (Italia)    | Dragan Stojković (Serbia)    |
| Domenico Tedesco (Bélgica)   | Luis de la Fuente (España)     | Ronald Koeman (Países Bajos)  | Murat Yakin (Suiza)          |
| Zlatko Dalić (Croacia)       | Didier Deschamps (Francia)     | Michał Probierz (Polonia)     | Vincenzo Montella (Turquía)  |
| Kasper Hjulmand (Dinamarca)  | Willy Sagnol (Georgia)         | Roberto Martínez (Portugal)   | Serhiy Rebrov (Ucrania)      |

### Sorteo
El sorteo para el torneo final se llevó a cabo el 2 de diciembre de 2023 a las 18:00 CET (19:00 hora local, EET) en la Filarmónica del Elba en Hamburgo. Los 24 equipos se dividieron en seis grupos de cuatro. La identidad de los tres equipos de la eliminatoria no se conocieron en el momento del sorteo, y se identificaron como ganadores de play-off de 1 a 3.
Según la clasificación general de los clasificatorios europeos, la siguiente fue la composición estándar de los botes:
- Bombo 1: Alemania (Anfitrión), ganadores del grupo clasificados 1-5
- Bombo 2: Ganadores del grupo clasificados 6-10, subcampeón del grupo clasificado 1
- Bombo 3: Subcampeones del grupo clasificados 2-7
- Bombo 4: Subcampeones del grupo clasificados 8-10, ganadores de play-off A-C (identidad desconocida en el momento del sorteo)

| Bombo 1                                                               | Bombo 2                                                                | Bombo 3                                                                                   | Bombo 4                                                             |
| --------------------------------------------------------------------- | ---------------------------------------------------------------------- | ----------------------------------------------------------------------------------------- | ------------------------------------------------------------------- |
| 1. Alemania 2. Portugal 3. Francia 4. España 5. Bélgica 6. Inglaterra | 7. Hungría 8. Turquía 9. Rumania 10. Dinamarca 11. Albania 12. Austria | 13. Países Bajos 14. Escocia 15. Croacia 16. Eslovenia 17. Eslovaquia 18. República Checa | 19. Italia 20. Serbia 21. Suiza 22. Polonia 23. Ucrania 24. Georgia |

## Fase de grupos
El Comité Ejecutivo de la UEFA confirmó el calendario de partidos el 10 de mayo de 2022.
     Clasificado a octavos de final. 
     Clasificado a octavos de final como uno de los cuatro mejores terceros.
- Los horarios corresponden a la hora local de Alemania CEST (UTC+2).

### Grupo A
| Equipo   | Pts | PJ | PG | PE | PP | GF | GC | Dif |
| -------- | --- | -- | -- | -- | -- | -- | -- | --- |
| Alemania | 7   | 3  | 2  | 1  | 0  | 8  | 2  | +6  |
| Suiza    | 5   | 3  | 1  | 2  | 0  | 5  | 3  | +2  |
| Hungría  | 3   | 3  | 1  | 0  | 2  | 2  | 5  | −3  |
| Escocia  | 1   | 3  | 0  | 1  | 2  | 2  | 7  | −5  |

| 14 de junio | Alemania                                                                    | 5:1 (3:0) | Escocia            | Fußball Arena München, Múnich                                                  |                                                                                |
| 21:00 | - Wirtz 10' - Musiala 19' - Havertz 45+1' (pen.) - Füllkrug 68' - Can 90+3' | Reporte   | Rüdiger 87' (a.g.) | Asistencia: 65 052 espectadores Árbitro(s): Clément Turpin VAR: Jérôme Brisard | Asistencia: 65 052 espectadores Árbitro(s): Clément Turpin VAR: Jérôme Brisard |
| • Primera vez que un equipo gana el partido inaugural por cuatro goles de diferencia en la historia de la Eurocopa. |                                                                             |           |                    |                                                                                |                                                                                |

| 15 de junio | Hungría   | 1:3 (0:2) | Suiza                                     | Cologne Stadium, Colonia                                                       |                                                                                |
| 15:00 | Varga 66' | Reporte   | - Duah 12' - Aebischer 45' - Embolo 90+3' | Asistencia: 41 676 espectadores Árbitro(s): Slavko Vinčić VAR: Nejc Kajtazović | Asistencia: 41 676 espectadores Árbitro(s): Slavko Vinčić VAR: Nejc Kajtazović |
| • Dominik Szoboszlai se convirtió en el jugador más joven (23 años y 243 días) en capitanear un encuentro de un equipo en la historia de la Eurocopa superando a Giuseppe Bergomi (24 años y 171 días). |           |           |                                           |                                                                                |                                                                                |

| 19 de junio | Alemania                     | 2:0 (1:0) | Hungría | Stuttgart Arena, Stuttgart                                                    |                                                                               |
| 18:00       | - Musiala 22' - Gündoğan 67' | Reporte   |         | Asistencia: 54 000 espectadores Árbitro(s): Danny Makkelie VAR: Rob Dieperink | Asistencia: 54 000 espectadores Árbitro(s): Danny Makkelie VAR: Rob Dieperink |

| 19 de junio | Escocia       | 1:1 (1:1) | Suiza       | Cologne Stadium, Colonia                                                          |                                                                                   |
| 21:00 | McTominay 13' | Reporte   | Shaqiri 26' | Asistencia: 42 711 espectadores Árbitro(s): Ivan Kružliak VAR: Tomasz Kwiatkowski | Asistencia: 42 711 espectadores Árbitro(s): Ivan Kružliak VAR: Tomasz Kwiatkowski |
| • Xherdan Shaqiri se convirtió en el primer jugador europeo en marcar un gol en seis grandes torneos de selecciones consecutivos —tres Eurocopas y tres Mundiales—, desde el Mundial de 2014 en Brasil hasta la actual Eurocopa. |               |           |             |                                                                                   |                                                                                   |

| 23 de junio | Suiza     | 1:1 (1:0) | Alemania       | Frankfurt Arena, Fráncfort                                                          |                                                                                     |
| 21:00 | Ndoye 28' | Reporte   | Füllkrug 90+2' | Asistencia: 46 685 espectadores Árbitro(s): Daniele Orsato VAR: Massimiliano Irrati | Asistencia: 46 685 espectadores Árbitro(s): Daniele Orsato VAR: Massimiliano Irrati |
| • Manuel Neuer se convirtió en el guardameta que más veces ha sido alineado (18) en la historia de la Eurocopa superando a Gianluigi Buffon (17). |           |           |                |                                                                                     |                                                                                     |

| 23 de junio | Escocia | 0:1 (0:0) | Hungría        | Stuttgart Arena, Stuttgart                                                         |                                                                                    |
| 21:00       |         | Reporte   | Csoboth 90+10' | Asistencia: 54 000 espectadores Árbitro(s): Facundo Tello VAR: Hernández Hernández | Asistencia: 54 000 espectadores Árbitro(s): Facundo Tello VAR: Hernández Hernández |

### Grupo B
| Equipo  | Pts | PJ | PG | PE | PP | GF | GC | Dif |
| ------- | --- | -- | -- | -- | -- | -- | -- | --- |
| España  | 9   | 3  | 3  | 0  | 0  | 5  | 0  | +5  |
| Italia  | 4   | 3  | 1  | 1  | 1  | 3  | 3  | 0   |
| Croacia | 2   | 3  | 0  | 2  | 1  | 3  | 6  | –3  |
| Albania | 1   | 3  | 0  | 1  | 2  | 3  | 5  | –2  |

| 15 de junio | España                                     | 3:0 (3:0) | Croacia | Estadio Olímpico, Berlín                                                       |                                                                                |
| 18:00 | - Morata 29' - Fabián 32' - Carvajal 45+2' | Reporte   |         | Asistencia: 68 844 espectadores Árbitro(s): Michael Oliver VAR: Stuart Attwell | Asistencia: 68 844 espectadores Árbitro(s): Michael Oliver VAR: Stuart Attwell |
| • Lamine Yamal se convirtió en el jugador más joven (16 años y 338 días) en disputar un partido en la historia de la Eurocopa superando a Kacper Kozłowski (17 años y 246 días). Además, se convirtió en el jugador más joven en lograr una asistencia en la historia de la Eurocopa. |                                            |           |         |                                                                                |                                                                                |

| 15 de junio | Italia                      | 2:1 (2:1) | Albania    | BVB Stadion Dortmund, Dortmund                                                |                                                                               |
| 21:00 | - Bastoni 11' - Barella 16' | Reporte   | Bajrami 1' | Asistencia: 60 512 espectadores Árbitro(s): Felix Zwayer VAR: Bastian Dankert | Asistencia: 60 512 espectadores Árbitro(s): Felix Zwayer VAR: Bastian Dankert |
| • El gol logrado por Nedim Bajrami (23 segundos) es el más rápido en la historia de la Eurocopa superando al conseguido por Dmitri Kirichenko (1 minuto y 7 segundos) ante Grecia en 2004. |                             |           |            |                                                                               |                                                                               |

| 19 de junio | Croacia                             | 2:2 (0:1) | Albania                    | Volksparkstadion, Hamburgo                                                       |                                                                                  |
| 15:00       | - Kramarić 74' - Gjasula 76' (a.g.) | Reporte   | - Laçi 11' - Gjasula 90+5' | Asistencia: 46 784 espectadores Árbitro(s): François Letexier VAR: Willy Delajod | Asistencia: 46 784 espectadores Árbitro(s): François Letexier VAR: Willy Delajod |

| 20 de junio | España               | 1:0 (0:0) | Italia | Arena AufSchalke, Gelsenkirchen                                                |                                                                                |
| 21:00       | Calafiori 55' (a.g.) | Reporte   |        | Asistencia: 49 528 espectadores Árbitro(s): Slavko Vinčić VAR: Nejc Kajtazovic | Asistencia: 49 528 espectadores Árbitro(s): Slavko Vinčić VAR: Nejc Kajtazovic |

| 24 de junio | Albania | 0:1 (0:1) | España     | Düsseldorf Arena, Düsseldorf                                                    |                                                                                 |
| 21:00       |         | Reporte   | Torres 13' | Asistencia: 46 586 espectadores Árbitro(s): Glenn Nyberg VAR: Christian Dingert | Asistencia: 46 586 espectadores Árbitro(s): Glenn Nyberg VAR: Christian Dingert |

| 24 de junio | Croacia    | 1:1 (0:0) | Italia         | Leipzig Stadium, Leipzig                                                      |                                                                               |
| 21:00 | Modrić 55' | Reporte   | Zaccagni 90+8' | Asistencia: 38 322 espectadores Árbitro(s): Danny Makkelie VAR: Rob Dieperink | Asistencia: 38 322 espectadores Árbitro(s): Danny Makkelie VAR: Rob Dieperink |
| • Luka Modrić se convirtió en el goleador más longevo (38 años y 289 días) en la historia de la Eurocopa superando a Ivica Vastić (38 años y 257 días). |            |           |                |                                                                               |                                                                               |

### Grupo C
| Equipo     | Pts | PJ | PG | PE | PP | GF | GC | Dif |
| ---------- | --- | -- | -- | -- | -- | -- | -- | --- |
| Inglaterra | 5   | 3  | 1  | 2  | 0  | 2  | 1  | +1  |
| Dinamarca  | 3   | 3  | 0  | 3  | 0  | 2  | 2  | 0   |
| Eslovenia  | 3   | 3  | 0  | 3  | 0  | 2  | 2  | 0   |
| Serbia     | 2   | 3  | 0  | 2  | 1  | 1  | 2  | −1  |

1. 1 2  El pase a octavos se definió por tarjetas amarillas acumuladas: Dinamarca 6, Eslovenia 7.

| 16 de junio | Eslovenia | 1:1 (0:1) | Dinamarca   | Stuttgart Arena, Stuttgart                                                 |                                                                            |
| 18:00       | Janža 77' | Reporte   | Eriksen 11' | Asistencia: 54 000 espectadores Árbitro(s): Sandro Schärer VAR: Fedayi San | Asistencia: 54 000 espectadores Árbitro(s): Sandro Schärer VAR: Fedayi San |

| 16 de junio                                                       | Serbia | 0:1 (0:1) | Inglaterra     | Arena AufSchalke, Gelsenkirchen                                                     |                                                                                     |
| 21:00                                                             |        | Reporte   | Bellingham 13' | Asistencia: 48 953 espectadores Árbitro(s): Daniele Orsato VAR: Massimiliano Irrati | Asistencia: 48 953 espectadores Árbitro(s): Daniele Orsato VAR: Massimiliano Irrati |
| • Estreno de Serbia como selección independiente en una Eurocopa. |        |           |                |                                                                                     |                                                                                     |

| 20 de junio | Eslovenia     | 1:1 (0:0) | Serbia      | Fußball Arena München, Múnich                                                 |                                                                               |
| 15:00       | Karničnik 69' | Reporte   | Jović 90+5' | Asistencia: 63 028 espectadores Árbitro(s): István Kovács VAR: Pol van Boekel | Asistencia: 63 028 espectadores Árbitro(s): István Kovács VAR: Pol van Boekel |

| 20 de junio | Dinamarca    | 1:1 (1:1) | Inglaterra | Frankfurt Arena, Fráncfort                                                       |                                                                                  |
| 18:00       | Hjulmand 34' | Reporte   | Kane 18'   | Asistencia: 46 177 espectadores Árbitro(s): Artur Soares Dias VAR: Tiago Martins | Asistencia: 46 177 espectadores Árbitro(s): Artur Soares Dias VAR: Tiago Martins |

| 25 de junio | Inglaterra | 0:0     | Eslovenia | Cologne Stadium, Colonia                                                       |                                                                                |
| 21:00       |            | Reporte |           | Asistencia: 41 536 espectadores Árbitro(s): Clément Turpin VAR: Jérôme Brisard | Asistencia: 41 536 espectadores Árbitro(s): Clément Turpin VAR: Jérôme Brisard |

| 25 de junio | Dinamarca | 0:0     | Serbia | Fußball Arena München, Múnich                                                      |                                                                                    |
| 21:00       |           | Reporte |        | Asistencia: 64 288 espectadores Árbitro(s): François Letexier VAR: Bastian Dankert | Asistencia: 64 288 espectadores Árbitro(s): François Letexier VAR: Bastian Dankert |

### Grupo D
| Equipo       | Pts | PJ | PG | PE | PP | GF | GC | Dif |
| ------------ | --- | -- | -- | -- | -- | -- | -- | --- |
| Austria      | 6   | 3  | 2  | 0  | 1  | 6  | 4  | +2  |
| Francia      | 5   | 3  | 1  | 2  | 0  | 2  | 1  | +1  |
| Países Bajos | 4   | 3  | 1  | 1  | 1  | 4  | 4  | 0   |
| Polonia      | 1   | 3  | 0  | 1  | 2  | 3  | 6  | –3  |

| 16 de junio | Polonia   | 1:2 (1:1) | Países Bajos               | Volksparkstadion, Hamburgo                                                |                                                                           |
| 15:00       | Buksa 16' | Reporte   | - Gakpo 29' - Weghorst 83' | Asistencia: 48 117 espectadores Árbitro(s): Artur Dias VAR: Tiago Martins | Asistencia: 48 117 espectadores Árbitro(s): Artur Dias VAR: Tiago Martins |

| 17 de junio | Austria | 0:1 (0:1) | Francia          | Düsseldorf Arena, Düsseldorf                                                  |                                                                               |
| 21:00       |         | Reporte   | Wöber 38' (a.g.) | Asistencia: 46 425 espectadores Árbitro(s): Gil Manzano VAR: Martínez Munuera | Asistencia: 46 425 espectadores Árbitro(s): Gil Manzano VAR: Martínez Munuera |

| 21 de junio | Polonia    | 1:3 (1:1) | Austria                                                | Estadio Olímpico, Berlín                                                       |                                                                                |
| 18:00       | Piątek 30' | Reporte   | - Trauner 9' - Baumgartner 66' - Arnautović 78' (pen.) | Asistencia: 69 455 espectadores Árbitro(s): Halil Umut Meler VAR: Paolo Valeri | Asistencia: 69 455 espectadores Árbitro(s): Halil Umut Meler VAR: Paolo Valeri |

| 21 de junio | Países Bajos | 0:0     | Francia | Leipzig Stadium, Leipzig                                                       |                                                                                |
| 21:00       |              | Reporte |         | Asistencia: 38 531 espectadores Árbitro(s): Anthony Taylor VAR: Stuart Attwell | Asistencia: 38 531 espectadores Árbitro(s): Anthony Taylor VAR: Stuart Attwell |

| 25 de junio | Países Bajos            | 2:3 (0:1) | Austria                                       | Estadio Olímpico, Berlín                                                   |                                                                            |
| 18:00       | - Gakpo 47' - Depay 75' | Reporte   | - Malen 6' (a.g.) - Schmid 59' - Sabitzer 80' | Asistencia: 68 363 espectadores Árbitro(s): Ivan Kružliak VAR: Marco Fritz | Asistencia: 68 363 espectadores Árbitro(s): Ivan Kružliak VAR: Marco Fritz |

| 25 de junio | Francia           | 1:1 (0:0) | Polonia                | BVB Stadion Dortmund, Dortmund                                                   |                                                                                  |
| 18:00       | Mbappé 56' (pen.) | Reporte   | Lewandowski 79' (pen.) | Asistencia: 59 728 espectadores Árbitro(s): Marco Guida VAR: Massimiliano Irrati | Asistencia: 59 728 espectadores Árbitro(s): Marco Guida VAR: Massimiliano Irrati |

### Grupo E
| Equipo     | Pts | PJ | PG | PE | PP | GF | GC | Dif |
| ---------- | --- | -- | -- | -- | -- | -- | -- | --- |
| Rumania    | 4   | 3  | 1  | 1  | 1  | 4  | 3  | +1  |
| Bélgica    | 4   | 3  | 1  | 1  | 1  | 2  | 1  | +1  |
| Eslovaquia | 4   | 3  | 1  | 1  | 1  | 3  | 3  | 0   |
| Ucrania    | 4   | 3  | 1  | 1  | 1  | 2  | 4  | –2  |

| 17 de junio | Rumania                                   | 3:0 (1:0) | Ucrania | Fußball Arena München, Múnich                                               |                                                                             |
| 15:00       | - Stanciu 29' - R. Marin 53' - Drăguș 57' | Reporte   |         | Asistencia: 61 951 espectadores Árbitro(s): Glenn Nyberg VAR: Rob Dieperink | Asistencia: 61 951 espectadores Árbitro(s): Glenn Nyberg VAR: Rob Dieperink |

| 17 de junio | Bélgica | 0:1 (0:1) | Eslovaquia | Frankfurt Arena, Fráncfort                                                        |                                                                                   |
| 18:00       |         | Reporte   | Schranz 7' | Asistencia: 45 181 espectadores Árbitro(s): Halil Umut Meler VAR: Bastian Dankert | Asistencia: 45 181 espectadores Árbitro(s): Halil Umut Meler VAR: Bastian Dankert |

| 21 de junio | Eslovaquia    | 1:2 (1:0) | Ucrania                          | Düsseldorf Arena, Düsseldorf                                                    |                                                                                 |
| 15:00       | - Schranz 17' | Reporte   | - Shaparenko 54' - Yaremchuk 80' | Asistencia: 43 910 espectadores Árbitro(s): Michael Oliver VAR: Bastian Dankert | Asistencia: 43 910 espectadores Árbitro(s): Michael Oliver VAR: Bastian Dankert |

| 22 de junio | Bélgica                        | 2:0 (1:0) | Rumania | Cologne Stadium, Colonia                                                             |                                                                                      |
| 21:00       | - Tielemans 2' - De Bruyne 80' | Reporte   |         | Asistencia: 42 535 espectadores Árbitro(s): Szymon Marciniak VAR: Tomasz Kwiatkwoski | Asistencia: 42 535 espectadores Árbitro(s): Szymon Marciniak VAR: Tomasz Kwiatkwoski |

| 26 de junio | Eslovaquia | 1:1 (1:1) | Rumania             | Frankfurt Arena, Fráncfort                                                      |                                                                                 |
| 18:00       | Duda 24'   | Reporte   | R. Marin 37' (pen.) | Asistencia: 45 033 espectadores Árbitro(s): Daniel Siebert VAR: Bastian Dankert | Asistencia: 45 033 espectadores Árbitro(s): Daniel Siebert VAR: Bastian Dankert |

| 26 de junio | Ucrania | 0:0     | Bélgica | Stuttgart Arena, Stuttgart                                                     |                                                                                |
| 18:00       |         | Reporte |         | Asistencia: 54 000 espectadores Árbitro(s): Anthony Taylor VAR: Stuart Attwell | Asistencia: 54 000 espectadores Árbitro(s): Anthony Taylor VAR: Stuart Attwell |

### Grupo F
| Equipo          | Pts | PJ | PG | PE | PP | GF | GC | Dif |
| --------------- | --- | -- | -- | -- | -- | -- | -- | --- |
| Portugal        | 6   | 3  | 2  | 0  | 1  | 5  | 3  | +2  |
| Turquía         | 6   | 3  | 2  | 0  | 1  | 5  | 5  | 0   |
| Georgia         | 4   | 3  | 1  | 1  | 1  | 4  | 4  | 0   |
| República Checa | 1   | 3  | 0  | 1  | 2  | 3  | 5  | –2  |

| 18 de junio | Turquía                                     | 3:1 (1:1) | Georgia        | BVB Stadion Dortmund, Dortmund                                                     |                                                                                    |
| 18:00 | - Müldür 25' - Güler 65' - Aktürkoğlu 90+7' | Reporte   | Mikautadze 32' | Asistencia: 59 127 espectadores Árbitro(s): Facundo Tello VAR: Hernández Hernández | Asistencia: 59 127 espectadores Árbitro(s): Facundo Tello VAR: Hernández Hernández |
| • Estreno de Georgia en una Eurocopa, ocasión en la que Georges Mikautadze convirtió el primer gol georgiano en la historia de la competición. • Arda Güler se convirtió en el jugador más joven (19 años y 114 días) en marcar en su estreno en una Eurocopa superando a Cristiano Ronaldo (19 años y 128 días). |                                             |           |                |                                                                                    |                                                                                    |

| 18 de junio | Portugal                              | 2:1 (0:0) | República Checa | Leipzig Stadium, Leipzig                                                         |                                                                                  |
| 21:00 | - Hranáč 69' (a.g.) - Conceição 90+2' | Reporte   | Provod 62'      | Asistencia: 38 421 espectadores Árbitro(s): Marco Guida VAR: Massimiliano Irrati | Asistencia: 38 421 espectadores Árbitro(s): Marco Guida VAR: Massimiliano Irrati |
| • Cristiano Ronaldo se convirtió en el jugador con más ediciones disputadas de la Eurocopa (6). • Pepe se convirtió en el jugador más longevo (41 años y 117 días) en disputar un partido en la historia de la Eurocopa superando a Gábor Király (40 años y 86 días). |                                       |           |                 |                                                                                  |                                                                                  |

| 22 de junio | Georgia                 | 1:1 (1:0) | República Checa | Volksparkstadion, Hamburgo                                                  |                                                                             |
| 15:00       | Mikautadze 45+4' (pen.) | Reporte   | Schick 59'      | Asistencia: 46 524 espectadores Árbitro(s): Daniel Siebert VAR: Marco Fritz | Asistencia: 46 524 espectadores Árbitro(s): Daniel Siebert VAR: Marco Fritz |

| 22 de junio | Turquía | 0:3 (0:2) | Portugal                                            | BVB Stadion Dortmund, Dortmund                                                |                                                                               |
| 18:00       |         | Reporte   | - B. Silva 21' - Akaydin 28' (a.g.) - Fernandes 56' | Asistencia: 61 047 espectadores Árbitro(s): Felix Zwayer VAR: Bastian Dankert | Asistencia: 61 047 espectadores Árbitro(s): Felix Zwayer VAR: Bastian Dankert |

| 26 de junio | Georgia                                    | 2:0 (1:0) | Portugal | Arena AufSchalke, Gelsenkirchen                                            |                                                                            |
| 21:00 | - Kvaratskhelia 2' - Mikautadze 56' (pen.) | Reporte   |          | Asistencia: 49 616 espectadores Árbitro(s): Sandro Schärer VAR: Fedayi San | Asistencia: 49 616 espectadores Árbitro(s): Sandro Schärer VAR: Fedayi San |
| • Georgia logró su primera victoria y, a su vez, primera clasificación a unos octavos de final de una Eurocopa. |                                            |           |          |                                                                            |                                                                            |

| 26 de junio | República Checa | 1:2 (0:0) | Turquía                        | Volksparkstadion, Hamburgo                                                        |                                                                                   |
| 21:00 | Souček 66'      | Reporte   | - Çalhanoğlu 51' - Tosun 90+4' | Asistencia: 47 683 espectadores Árbitro(s): István Kovács VAR: Tomasz Kwiatkowski | Asistencia: 47 683 espectadores Árbitro(s): István Kovács VAR: Tomasz Kwiatkowski |
| • Este partido se convirtió en el encuentro con el mayor número de tarjetas mostradas (18 amarillas y 2 rojas) en la historia de la Eurocopa superando al encuentro disputado entre Portugal y Francia en 2016 (10 amarillas). |                 |           |                                |                                                                                   |                                                                                   |

### Mejores terceros
| Selección    | Gr. | Pts. | PJ | PG | PE | PP | GF | GC | Dif |
| ------------ | --- | ---- | -- | -- | -- | -- | -- | -- | --- |
| Países Bajos | D   | 4    | 3  | 1  | 1  | 1  | 4  | 4  | 0   |
| Georgia      | F   | 4    | 3  | 1  | 1  | 1  | 4  | 4  | 0   |
| Eslovaquia   | E   | 4    | 3  | 1  | 1  | 1  | 3  | 3  | 0   |
| Eslovenia    | C   | 3    | 3  | 0  | 3  | 0  | 2  | 2  | 0   |
| Hungría      | A   | 3    | 3  | 1  | 0  | 2  | 2  | 5  | –3  |
| Croacia      | B   | 2    | 3  | 0  | 2  | 1  | 3  | 6  | –3  |

El cuadro de enfrentamientos de los mejores terceros en los partidos de octavos está basado en el siguiente formato, según la sección 5 del artículo 21 del reglamento de competencia del torneo:
| Mejores terceros clasificados en fase de grupos | Mejores terceros clasificados en fase de grupos | Mejores terceros clasificados en fase de grupos | Mejores terceros clasificados en fase de grupos | Mejores terceros clasificados en fase de grupos | Mejores terceros clasificados en fase de grupos |    | 1B vs. | 1C vs. | 1E vs. | 1F vs. |
| ----------------------------------------------- | ----------------------------------------------- | ----------------------------------------------- | ----------------------------------------------- | ----------------------------------------------- | ----------------------------------------------- | -- | ------ | ------ | ------ | ------ |
| A                                               | B                                               | C                                               | D                                               |                                                 |                                                 | 3A | 3D     | 3B     | 3C     |        |
| A                                               | B                                               | C                                               |                                                 | E                                               |                                                 | 3A | 3E     | 3B     | 3C     |        |
| A                                               | B                                               | C                                               |                                                 |                                                 | F                                               | 3A | 3F     | 3B     | 3C     |        |
| A                                               | B                                               |                                                 | D                                               | E                                               |                                                 | 3D | 3E     | 3A     | 3B     |        |
| A                                               | B                                               |                                                 | D                                               |                                                 | F                                               | 3D | 3F     | 3A     | 3B     |        |
| A                                               | B                                               |                                                 |                                                 | E                                               | F                                               | 3E | 3F     | 3B     | 3A     |        |
| A                                               |                                                 | C                                               | D                                               | E                                               |                                                 | 3E | 3D     | 3C     | 3A     |        |
| A                                               |                                                 | C                                               | D                                               |                                                 | F                                               | 3F | 3D     | 3C     | 3A     |        |
| A                                               |                                                 | C                                               |                                                 | E                                               | F                                               | 3E | 3F     | 3C     | 3A     |        |
| A                                               |                                                 |                                                 | D                                               | E                                               | F                                               | 3E | 3F     | 3D     | 3A     |        |
|                                                 | B                                               | C                                               | D                                               | E                                               |                                                 | 3E | 3D     | 3B     | 3C     |        |
|                                                 | B                                               | C                                               | D                                               |                                                 | F                                               | 3F | 3D     | 3C     | 3B     |        |
|                                                 | B                                               | C                                               |                                                 | E                                               | F                                               | 3F | 3E     | 3C     | 3B     |        |
|                                                 | B                                               |                                                 | D                                               | E                                               | F                                               | 3F | 3E     | 3D     | 3B     |        |
|                                                 |                                                 | C                                               | D                                               | E                                               | F                                               | 3F | 3E     | 3D     | 3C     |        |

## Fase de eliminatorias

### Cuadro de desarrollo
|  | Octavos de final            | Octavos de final        |                        |       | Cuartos de final | Cuartos de final |  |  | Semifinales | Semifinales |  |  | Final | Final |
|  |                             |                         |                        |       |                  |                  |  |  |             |             |  |  |       |       |
|  | 30 de junio – Colonia       |                         |                        |       |                  |                  |  |  |             |             |  |  |       |       |
|  |                             |                         |                        |       |                  |                  |  |  |             |             |  |  |       |       |
|  | España                      | 4                       |                        |       |                  |                  |  |  |             |             |  |  |       |       |
|  | España                      | 4                       | 5 de julio – Stuttgart |       |                  |                  |  |  |             |             |  |  |       |       |
|  | Georgia                     | 1                       |                        |       |                  |                  |  |  |             |             |  |  |       |       |
|  | Georgia                     | 1                       | España (t. s.)         | 2     |                  |                  |  |  |             |             |  |  |       |       |
|  | 29 de junio – Dortmund      |                         | España (t. s.)         | 2     |                  |                  |  |  |             |             |  |  |       |       |
|  |                             | Alemania                | 1                      |       |                  |                  |  |  |             |             |  |  |       |       |
|  | Alemania                    | Alemania                | 1                      | 2     |                  |                  |  |  |             |             |  |  |       |       |
|  | Alemania                    |                         | 9 de julio – Múnich    | 2     |                  |                  |  |  |             |             |  |  |       |       |
|  | Dinamarca                   | 0                       |                        |       |                  |                  |  |  |             |             |  |  |       |       |
|  | Dinamarca                   | 0                       | España                 | 2     |                  |                  |  |  |             |             |  |  |       |       |
|  | 1 de julio – Fráncfort      |                         | España                 | 2     |                  |                  |  |  |             |             |  |  |       |       |
|  |                             | Francia                 | 1                      |       |                  |                  |  |  |             |             |  |  |       |       |
|  | Portugal (p.)               | Francia                 | 1                      | 0 (3) |                  |                  |  |  |             |             |  |  |       |       |
|  | Portugal (p.)               | 5 de julio – Hamburgo   |                        | 0 (3) |                  |                  |  |  |             |             |  |  |       |       |
|  | Eslovenia                   | 0 (0)                   |                        |       |                  |                  |  |  |             |             |  |  |       |       |
|  | Eslovenia                   | 0 (0)                   | Portugal               | 0 (3) |                  |                  |  |  |             |             |  |  |       |       |
|  | 1 de julio – Düsseldorf     |                         | Portugal               | 0 (3) |                  |                  |  |  |             |             |  |  |       |       |
|  |                             | Francia (p.)            | 0 (5)                  |       |                  |                  |  |  |             |             |  |  |       |       |
|  | Francia                     | Francia (p.)            | 0 (5)                  | 1     |                  |                  |  |  |             |             |  |  |       |       |
|  | Francia                     |                         | 14 de julio – Berlín   | 1     |                  |                  |  |  |             |             |  |  |       |       |
|  | Bélgica                     | 0                       |                        |       |                  |                  |  |  |             |             |  |  |       |       |
|  | Bélgica                     | 0                       | España                 | 2     |                  |                  |  |  |             |             |  |  |       |       |
|  | 2 de julio – Múnich         |                         | España                 | 2     |                  |                  |  |  |             |             |  |  |       |       |
|  |                             | Inglaterra              | 1                      |       |                  |                  |  |  |             |             |  |  |       |       |
|  | Rumania                     | Inglaterra              | 1                      | 0     |                  |                  |  |  |             |             |  |  |       |       |
|  | Rumania                     | 6 de julio – Berlín     |                        | 0     |                  |                  |  |  |             |             |  |  |       |       |
|  | Países Bajos                | 3                       |                        |       |                  |                  |  |  |             |             |  |  |       |       |
|  | Países Bajos                | 3                       | Países Bajos           | 2     |                  |                  |  |  |             |             |  |  |       |       |
|  | 2 de julio – Leipzig        |                         | Países Bajos           | 2     |                  |                  |  |  |             |             |  |  |       |       |
|  |                             | Turquía                 | 1                      |       |                  |                  |  |  |             |             |  |  |       |       |
|  | Austria                     | Turquía                 | 1                      | 1     |                  |                  |  |  |             |             |  |  |       |       |
|  | Austria                     |                         | 10 de julio – Dortmund | 1     |                  |                  |  |  |             |             |  |  |       |       |
|  | Turquía                     | 2                       |                        |       |                  |                  |  |  |             |             |  |  |       |       |
|  | Turquía                     | 2                       | Países Bajos           | 1     |                  |                  |  |  |             |             |  |  |       |       |
|  | 30 de junio – Gelsenkirchen |                         | Países Bajos           | 1     |                  |                  |  |  |             |             |  |  |       |       |
|  |                             | Inglaterra              | 2                      |       |                  |                  |  |  |             |             |  |  |       |       |
|  | Inglaterra (t. s.)          | Inglaterra              | 2                      | 2     |                  |                  |  |  |             |             |  |  |       |       |
|  | Inglaterra (t. s.)          | 6 de julio – Düsseldorf |                        | 2     |                  |                  |  |  |             |             |  |  |       |       |
|  | Eslovaquia                  | 1                       |                        |       |                  |                  |  |  |             |             |  |  |       |       |
|  | Eslovaquia                  | 1                       | Inglaterra (p.)        | 1 (5) |                  |                  |  |  |             |             |  |  |       |       |
|  | 29 de junio – Berlín        |                         | Inglaterra (p.)        | 1 (5) |                  |                  |  |  |             |             |  |  |       |       |
|  |                             | Suiza                   | 1 (3)                  |       |                  |                  |  |  |             |             |  |  |       |       |
|  | Suiza                       | Suiza                   | 1 (3)                  | 2     |                  |                  |  |  |             |             |  |  |       |       |
|  | Suiza                       |                         |                        | 2     |                  |                  |  |  |             |             |  |  |       |       |
|  | Italia                      | 0                       |                        |       |                  |                  |  |  |             |             |  |  |       |       |
|  | Italia                      | 0                       |                        |       |                  |                  |  |  |             |             |  |  |       |       |

### Octavos de final
| 29 de junio | Suiza                    | 2:0 (1:0) | Italia | Estadio Olímpico, Berlín                                                             |                                                                                      |
| 18:00       | Freuler 37' · Vargas 46' | Reporte   |        | Asistencia: 68 172 espectadores Árbitro(s): Szymon Marciniak VAR: Tomasz Kwiatkowski | Asistencia: 68 172 espectadores Árbitro(s): Szymon Marciniak VAR: Tomasz Kwiatkowski |

| 29 de junio                                                                                            | Alemania                         | 2:0 (0:0) | Dinamarca | BVB Stadion Dortmund, Dortmund                                                 |                                                                                |
| 21:00                                                                                                  | Havertz 53' (pen.) · Musiala 68' | Reporte   |           | Asistencia: 61 612 espectadores Árbitro(s): Michael Oliver VAR: Stuart Attwell | Asistencia: 61 612 espectadores Árbitro(s): Michael Oliver VAR: Stuart Attwell |
| • El encuentro fue suspendido por climatología adversa en el minuto 34 y reanudado 25 minutos después. |                                  |           |           |                                                                                |                                                                                |

| 30 de junio | Inglaterra                  | 2:1 (1:1, 0:1) (t. s.) | Eslovaquia  | Arena AufSchalke, Gelsenkirchen                                               |                                                                               |
| 18:00       | Bellingham 90+5' · Kane 91' | Reporte                | Schranz 25' | Asistencia: 47 244 espectadores Árbitro(s): Halil Umut Meler VAR: Marco Fritz | Asistencia: 47 244 espectadores Árbitro(s): Halil Umut Meler VAR: Marco Fritz |

| 30 de junio | España                                                | 4:1 (1:1) | Georgia               | Cologne Stadium, Colonia                                                          |                                                                                   |
| 21:00       | Rodri 39' · Fabián Ruiz 51' · Williams 75' · Olmo 83' | Reporte   | Le Normand 18' (a.g.) | Asistencia: 42 233 espectadores Árbitro(s): François Letexier VAR: Jérôme Brisard | Asistencia: 42 233 espectadores Árbitro(s): François Letexier VAR: Jérôme Brisard |

| 1 de julio | Francia               | 1:0 (0:0) | Bélgica | Düsseldorf Arena, Düsseldorf                                                 |                                                                              |
| 18:00      | Vertonghen 85' (a.g.) | Reporte   |         | Asistencia: 46 810 espectadores Árbitro(s): Glenn Nyberg VAR: Pol van Boekel | Asistencia: 46 810 espectadores Árbitro(s): Glenn Nyberg VAR: Pol van Boekel |

| 1 de julio | Portugal                      | 0:0 (t. s.)(3:0 p.)        | Eslovenia                    | Frankfurt Arena, Fráncfort                                                          |                                                                                     |
| 21:00 |                               | Reporte                    |                              | Asistencia: 46 576 espectadores Árbitro(s): Daniele Orsato VAR: Massimiliano Irrati | Asistencia: 46 576 espectadores Árbitro(s): Daniele Orsato VAR: Massimiliano Irrati |
| |                               | Tiros desde el punto penal |                              |                                                                                     |                                                                                     |
| | - Ronaldo - Fernandes - Silva |                            | - Iličić - Balkovec - Verbič |                                                                                     |                                                                                     |
| • Primera vez que un guardameta (Diogo Costa) detiene tres penaltis en una tanda en la historia de la Eurocopa. |                               |                            |                              |                                                                                     |                                                                                     |

| 2 de julio | Rumania | 0:3 (0:1) | Países Bajos                 | Fußball Arena München, Múnich                                                 |                                                                               |
| 18:00      |         | Reporte   | Gakpo 20' · Malen 83', 90+3' | Asistencia: 65 012 espectadores Árbitro(s): Felix Zwayer VAR: Bastian Dankert | Asistencia: 65 012 espectadores Árbitro(s): Felix Zwayer VAR: Bastian Dankert |

| 2 de julio | Austria         | 1:2 (0:1) | Turquía         | Leipzig Stadium, Leipzig                                                         |                                                                                  |
| 21:00      | Gregoritsch 66' | Reporte   | Demiral 1', 59' | Asistencia: 38 305 espectadores Árbitro(s): Artur Soares Dias VAR: Tiago Martins | Asistencia: 38 305 espectadores Árbitro(s): Artur Soares Dias VAR: Tiago Martins |

### Cuartos de final
| 5 de julio | España                 | 2:1 (1:1, 0:0) (t. s.) | Alemania  | Stuttgart Arena, Stuttgart                                                     |                                                                                |
| 18:00 | Olmo 51' · Merino 119' | Reporte                | Wirtz 89' | Asistencia: 54 000 espectadores Árbitro(s): Anthony Taylor VAR: Stuart Attwell | Asistencia: 54 000 espectadores Árbitro(s): Anthony Taylor VAR: Stuart Attwell |
| • España gana por primera vez en la historia a un anfitrión de un gran torneo de selecciones, ya sea de Eurocopa o Mundial. |                        |                        |           |                                                                                |                                                                                |

| 5 de julio | Portugal                           | 0:0 (t. s.)(3:5 p.)        | Francia                                           | Volksparkstadion, Hamburgo                                                     |                                                                                |
| 21:00      |                                    | Reporte                    |                                                   | Asistencia: 47 789 espectadores Árbitro(s): Michael Oliver VAR: Pol van Boekel | Asistencia: 47 789 espectadores Árbitro(s): Michael Oliver VAR: Pol van Boekel |
|            |                                    | Tiros desde el punto penal |                                                   |                                                                                |                                                                                |
|            | - Ronaldo - Silva - Félix - Mendes |                            | - Dembelé - Fofana - Koundé - Barcola - Hernández |                                                                                |                                                                                |

| 6 de julio | Inglaterra                                              | 1:1 (1:1, 0:0) (t. s.)(5:3 p.) | Suiza                                | Düsseldorf Arena, Düsseldorf                                                        |                                                                                     |
| 18:00      | Saka 80'                                                | Reporte                        | Embolo 75'                           | Asistencia: 46 907 espectadores Árbitro(s): Daniele Orsato VAR: Massimiliano Irrati | Asistencia: 46 907 espectadores Árbitro(s): Daniele Orsato VAR: Massimiliano Irrati |
|            |                                                         | Tiros desde el punto penal     |                                      |                                                                                     |                                                                                     |
|            | - Palmer - Bellingham - Saka - Toney - Alexander-Arnold |                                | - Akanji - Schär - Shaqiri - Amdouni |                                                                                     |                                                                                     |

| 6 de julio | Países Bajos                    | 2:1 (0:1) | Turquía     | Estadio Olímpico, Berlín                                                       |                                                                                |
| 21:00      | De Vrij 70' · Müldür 76' (a.g.) | Reporte   | Akaydin 35' | Asistencia: 70 091 espectadores Árbitro(s): Clément Turpin VAR: Jérôme Brisard | Asistencia: 70 091 espectadores Árbitro(s): Clément Turpin VAR: Jérôme Brisard |

### Semifinales
| 9 de julio | España               | 2:1 (2:1) | Francia       | Fußball Arena München, Múnich                                                  |                                                                                |
| 21:00 | Yamal 21' · Olmo 25' | Reporte   | Kolo Muani 8' | Asistencia: 62 042 espectadores Árbitro(s): Slavko Vinčić VAR: Nejc Kajtazovic | Asistencia: 62 042 espectadores Árbitro(s): Slavko Vinčić VAR: Nejc Kajtazovic |
| • Lamine Yamal se convirtió en el jugador más joven (16 años y 362 días) en marcar un gol en la historia de la Eurocopa superando a Johan Vonlanthen (18 años y 141 días). |                      |           |               |                                                                                |                                                                                |

| 10 de julio | Países Bajos | 1:2 (1:1) | Inglaterra                    | BVB Stadion Dortmund, Dortmund                                                |                                                                               |
| 21:00       | Simons 7'    | Reporte   | Kane 18' (pen.) · Watkins 90' | Asistencia: 60 926 espectadores Árbitro(s): Felix Zwayer VAR: Bastian Dankert | Asistencia: 60 926 espectadores Árbitro(s): Felix Zwayer VAR: Bastian Dankert |

### Final
| 14 de julio | España                         | 2:1 (0:0) | Inglaterra | Estadio Olímpico, Berlín                                                          |                                                                                   |
| 21:00 | - Williams 47' - Oyarzabal 86' | Reporte   | Palmer 73' | Asistencia: 65 600 espectadores Árbitro(s): François Letexier VAR: Jérôme Brisard | Asistencia: 65 600 espectadores Árbitro(s): François Letexier VAR: Jérôme Brisard |
| • España consiguió su cuarto título de la Eurocopa, convirtiéndose en la selección con más ediciones ganadas en toda la historia del torneo. • Inglaterra pasa a ser la única selección que pierde dos finales de Eurocopa de forma consecutiva. |                                |           |            |                                                                                   |                                                                                   |

|                           |
| Bandera de España         |
| Campeón España 4.º título |

## Estadísticas

### Clasificación general

Países participantes según la fase alcanzada en el torneo.
Campeón
Finalista
Semifinalistas
Cuartofinalistas
Ronda de 16
Fase de grupos

| Pos. | Selección       | Gr. | Pts. | PJ | PG | PE | PP | GF | GC | Dif | Rend.  |
| ---- | --------------- | --- | ---- | -- | -- | -- | -- | -- | -- | --- | ------ |
| 1    | España          | B   | 21   | 7  | 7  | 0  | 0  | 15 | 4  | 11  | 100%   |
| 2    | Inglaterra      | C   | 12   | 7  | 3  | 3  | 1  | 8  | 6  | 2   | 57.14% |
| 3    | Países Bajos    | D   | 10   | 6  | 3  | 1  | 2  | 10 | 7  | 3   | 55.56% |
| 4    | Francia         | D   | 9    | 6  | 2  | 3  | 1  | 4  | 3  | 1   | 50%    |
| 5    | Alemania        | A   | 10   | 5  | 3  | 1  | 1  | 11 | 4  | 7   | 66.67% |
| 6    | Suiza           | A   | 9    | 5  | 2  | 3  | 0  | 8  | 4  | 4   | 60%    |
| 7    | Turquía         | F   | 9    | 5  | 3  | 0  | 2  | 8  | 8  | 0   | 60%    |
| 8    | Portugal        | F   | 8    | 5  | 2  | 2  | 1  | 5  | 3  | 2   | 53.33% |
| 9    | Austria         | D   | 6    | 4  | 2  | 0  | 2  | 7  | 6  | 1   | 50%    |
| 10   | Bélgica         | E   | 4    | 4  | 1  | 1  | 2  | 2  | 2  | 0   | 33.33% |
| 11   | Eslovenia       | C   | 4    | 4  | 0  | 4  | 0  | 2  | 2  | 0   | 33.33% |
| 12   | Eslovaquia      | E   | 4    | 4  | 1  | 1  | 2  | 4  | 5  | –1  | 33.33% |
| 13   | Rumania         | E   | 4    | 4  | 1  | 1  | 2  | 4  | 6  | –2  | 33.33% |
| 14   | Italia          | B   | 4    | 4  | 1  | 1  | 2  | 3  | 5  | –2  | 33.33% |
| 15   | Georgia         | F   | 4    | 4  | 1  | 1  | 2  | 5  | 8  | –3  | 33.33% |
| 16   | Dinamarca       | C   | 3    | 4  | 0  | 3  | 1  | 2  | 4  | –2  | 25%    |
| 17   | Ucrania         | E   | 4    | 3  | 1  | 1  | 1  | 2  | 4  | –2  | 44.44% |
| 18   | Hungría         | A   | 3    | 3  | 1  | 0  | 2  | 2  | 5  | –3  | 33.33% |
| 19   | Serbia          | C   | 2    | 3  | 0  | 2  | 1  | 1  | 2  | −1  | 22.22% |
| 20   | Croacia         | B   | 2    | 3  | 0  | 2  | 1  | 3  | 6  | –3  | 22.22% |
| 21   | Albania         | B   | 1    | 3  | 0  | 1  | 2  | 3  | 5  | –2  | 11.11% |
| 22   | República Checa | F   | 1    | 3  | 0  | 1  | 2  | 3  | 5  | –2  | 11.11% |
| 23   | Polonia         | D   | 1    | 3  | 0  | 1  | 2  | 3  | 6  | –3  | 11.11% |
| 24   | Escocia         | A   | 1    | 3  | 0  | 1  | 2  | 2  | 7  | –5  | 11.11% |

### Goleadores
| Jugador            | Selección    | Goles | PJ |
| ------------------ | ------------ | ----- | -- |
| Ivan Schranz       | Eslovaquia   | 3     | 4  |
| Georges Mikautadze | Georgia      | 3     | 4  |
| Jamal Musiala      | Alemania     | 3     | 5  |
| Dani Olmo          | España       | 3     | 6  |
| Cody Gakpo         | Países Bajos | 3     | 6  |
| Harry Kane         | Inglaterra   | 3     | 7  |
| Donyell Malen      | Países Bajos | 2     | 4  |
| Răzvan Marin       | Rumania      | 2     | 4  |
| Merih Demiral      | Turquía      | 2     | 4  |
| Florian Wirtz      | Alemania     | 2     | 5  |
| Niclas Füllkrug    | Alemania     | 2     | 5  |
| Kai Havertz        | Alemania     | 2     | 5  |
| Breel Embolo       | Suiza        | 2     | 5  |
| Nico Williams      | España       | 2     | 6  |
| Fabián Ruiz        | España       | 2     | 6  |
| Jude Bellingham    | Inglaterra   | 2     | 7  |

| Lista completa | Lista completa  | Lista completa | Lista completa | Lista completa |
| --- | --------------- | -------------- | -------------- | -------------- |
| \| Jugador \| Selección \| \| PJ \| \| --------------------- \| --------------- \| - \| -- \| \| Klaus Gjasula \| Albania \| 1 \| 1 \| \| Krzysztof Piątek \| Polonia \| 1 \| 1 \| \| Gernot Trauner \| Austria \| 1 \| 2 \| \| Kevin Csoboth \| Hungría \| 1 \| 2 \| \| Adam Buksa \| Polonia \| 1 \| 2 \| \| Robert Lewandowski \| Polonia \| 1 \| 2 \| \| Patrik Schick \| República Checa \| 1 \| 2 \| \| Xherdan Shaqiri \| Suiza \| 1 \| 2 \| \| Cenk Tosun \| Turquía \| 1 \| 2 \| \| Nedim Bajrami \| Albania \| 1 \| 3 \| \| Qazim Laçi \| Albania \| 1 \| 3 \| \| Youri Tielemans \| Bélgica \| 1 \| 3 \| \| Andrej Kramarić \| Croacia \| 1 \| 3 \| \| Luka Modrić \| Croacia \| 1 \| 3 \| \| Morten Hjulmand \| Dinamarca \| 1 \| 3 \| \| Scott McTominay \| Escocia \| 1 \| 3 \| \| Erik Janža \| Eslovenia \| 1 \| 3 \| \| Barnabás Varga \| Hungría \| 1 \| 3 \| \| Ollie Watkins \| Inglaterra \| 1 \| 3 \| \| Mattia Zaccagni \| Italia \| 1 \| 3 \| \| Lukáš Provod \| República Checa \| 1 \| 3 \| \| Tomáš Souček \| República Checa \| 1 \| 3 \| \| Luka Jović \| Serbia \| 1 \| 3 \| \| Kwadwo Duah \| Suiza \| 1 \| 3 \| \| Mykola Shaparenko \| Ucrania \| 1 \| 3 \| \| Roman Yaremchuk \| Ucrania \| 1 \| 3 \| \| Emre Can \| Alemania \| 1 \| 4 \| \| Christoph Baumgartner \| Austria \| 1 \| 4 \| \| Marko Arnautović \| Austria \| 1 \| 4 \| \| Romano Schmid \| Austria \| 1 \| 4 \| \| Marcel Sabitzer \| Austria \| 1 \| 4 \| \| Michael Gregoritsch \| Austria \| 1 \| 4 \| \| Kevin De Bruyne \| Bélgica \| 1 \| 4 \| \| Christian Eriksen \| Dinamarca \| 1 \| 4 \| \| Ondrej Duda \| Eslovaquia \| 1 \| 4 \| \| Žan Karničnik \| Eslovenia \| 1 \| 4 \| \| Khvicha Kvaratskhelia \| Georgia \| 1 \| 4 \| \| Alessandro Bastoni \| Italia \| 1 \| 4 \| \| Nicolò Barella \| Italia \| 1 \| 4 \| \| Bernardo Silva \| Portugal \| 1 \| 4 \| \| Bruno Fernandes \| Portugal \| 1 \| 4 \| \| Francisco Conceição \| Portugal \| 1 \| 4 \| \| Nicolae Stanciu \| Rumania \| 1 \| 4 \| \| Denis Drăguș \| Rumania \| 1 \| 4 \| \| Hakan Çalhanoğlu \| Turquía \| 1 \| 4 \| \| Mert Müldür \| Turquía \| 1 \| 4 \| \| Samet Akaydin \| Turquía \| 1 \| 4 \| \| İlkay Gündoğan \| Alemania \| 1 \| 5 \| \| Dani Carvajal \| España \| 1 \| 5 \| \| Ferran Torres \| España \| 1 \| 5 \| \| Kylian Mbappé \| Francia \| 1 \| 5 \| \| Randal Kolo Muani \| Francia \| 1 \| 5 \| \| Cole Palmer \| Inglaterra \| 1 \| 5 \| \| Dan Ndoye \| Suiza \| 1 \| 5 \| \| Michel Aebischer \| Suiza \| 1 \| 5 \| \| Remo Freuler \| Suiza \| 1 \| 5 \| \| Ruben Vargas \| Suiza \| 1 \| 5 \| \| Arda Güler \| Turquía \| 1 \| 5 \| \| Kerem Aktürkoğlu \| Turquía \| 1 \| 5 \| \| Rodri Hernández \| España \| 1 \| 6 \| \| Memphis Depay \| Países Bajos \| 1 \| 6 \| \| Stefan de Vrij \| Países Bajos \| 1 \| 6 \| \| Wout Weghorst \| Países Bajos \| 1 \| 6 \| \| Xavi Simons \| Países Bajos \| 1 \| 6 \| \| Álvaro Morata \| España \| 1 \| 7 \| \| Lamine Yamal \| España \| 1 \| 7 \| \| Mikel Merino \| España \| 1 \| 7 \| \| Mikel Oyarzabal \| España \| 1 \| 7 \| \| Bukayo Saka \| Inglaterra \| 1 \| 7 \| |                 |                |                |                |
| Jugador | Selección       | Goles          | PJ             |                |
| Klaus Gjasula | Albania         | 1              | 1              |                |
| Krzysztof Piątek | Polonia         | 1              | 1              |                |
| Gernot Trauner | Austria         | 1              | 2              |                |
| Kevin Csoboth | Hungría         | 1              | 2              |                |
| Adam Buksa | Polonia         | 1              | 2              |                |
| Robert Lewandowski | Polonia         | 1              | 2              |                |
| Patrik Schick | República Checa | 1              | 2              |                |
| Xherdan Shaqiri | Suiza           | 1              | 2              |                |
| Cenk Tosun | Turquía         | 1              | 2              |                |
| Nedim Bajrami | Albania         | 1              | 3              |                |
| Qazim Laçi | Albania         | 1              | 3              |                |
| Youri Tielemans | Bélgica         | 1              | 3              |                |
| Andrej Kramarić | Croacia         | 1              | 3              |                |
| Luka Modrić | Croacia         | 1              | 3              |                |
| Morten Hjulmand | Dinamarca       | 1              | 3              |                |
| Scott McTominay | Escocia         | 1              | 3              |                |
| Erik Janža | Eslovenia       | 1              | 3              |                |
| Barnabás Varga | Hungría         | 1              | 3              |                |
| Ollie Watkins | Inglaterra      | 1              | 3              |                |
| Mattia Zaccagni | Italia          | 1              | 3              |                |
| Lukáš Provod | República Checa | 1              | 3              |                |
| Tomáš Souček | República Checa | 1              | 3              |                |
| Luka Jović | Serbia          | 1              | 3              |                |
| Kwadwo Duah | Suiza           | 1              | 3              |                |
| Mykola Shaparenko | Ucrania         | 1              | 3              |                |
| Roman Yaremchuk | Ucrania         | 1              | 3              |                |
| Emre Can | Alemania        | 1              | 4              |                |
| Christoph Baumgartner | Austria         | 1              | 4              |                |
| Marko Arnautović | Austria         | 1              | 4              |                |
| Romano Schmid | Austria         | 1              | 4              |                |
| Marcel Sabitzer | Austria         | 1              | 4              |                |
| Michael Gregoritsch | Austria         | 1              | 4              |                |
| Kevin De Bruyne | Bélgica         | 1              | 4              |                |
| Christian Eriksen | Dinamarca       | 1              | 4              |                |
| Ondrej Duda | Eslovaquia      | 1              | 4              |                |
| Žan Karničnik | Eslovenia       | 1              | 4              |                |
| Khvicha Kvaratskhelia | Georgia         | 1              | 4              |                |
| Alessandro Bastoni | Italia          | 1              | 4              |                |
| Nicolò Barella | Italia          | 1              | 4              |                |
| Bernardo Silva | Portugal        | 1              | 4              |                |
| Bruno Fernandes | Portugal        | 1              | 4              |                |
| Francisco Conceição | Portugal        | 1              | 4              |                |
| Nicolae Stanciu | Rumania         | 1              | 4              |                |
| Denis Drăguș | Rumania         | 1              | 4              |                |
| Hakan Çalhanoğlu | Turquía         | 1              | 4              |                |
| Mert Müldür | Turquía         | 1              | 4              |                |
| Samet Akaydin | Turquía         | 1              | 4              |                |
| İlkay Gündoğan | Alemania        | 1              | 5              |                |
| Dani Carvajal | España          | 1              | 5              |                |
| Ferran Torres | España          | 1              | 5              |                |
| Kylian Mbappé | Francia         | 1              | 5              |                |
| Randal Kolo Muani | Francia         | 1              | 5              |                |
| Cole Palmer | Inglaterra      | 1              | 5              |                |
| Dan Ndoye | Suiza           | 1              | 5              |                |
| Michel Aebischer | Suiza           | 1              | 5              |                |
| Remo Freuler | Suiza           | 1              | 5              |                |
| Ruben Vargas | Suiza           | 1              | 5              |                |
| Arda Güler | Turquía         | 1              | 5              |                |
| Kerem Aktürkoğlu | Turquía         | 1              | 5              |                |
| Rodri Hernández | España          | 1              | 6              |                |
| Memphis Depay | Países Bajos    | 1              | 6              |                |
| Stefan de Vrij | Países Bajos    | 1              | 6              |                |
| Wout Weghorst | Países Bajos    | 1              | 6              |                |
| Xavi Simons | Países Bajos    | 1              | 6              |                |
| Álvaro Morata | España          | 1              | 7              |                |
| Lamine Yamal | España          | 1              | 7              |                |
| Mikel Merino | España          | 1              | 7              |                |
| Mikel Oyarzabal | España          | 1              | 7              |                |
| Bukayo Saka | Inglaterra      | 1              | 7              |                |

### Autogoles
| Jugador            | Selección       | Rival              | Anotado · Autogol | Partidos |
| ------------------ | --------------- | ------------------ | ----------------- | -------- |
| Klaus Gjasula      | Albania         | (vs. Croacia)      | 1                 | 1        |
| Maximilian Wöber   | Austria         | (vs. Francia)      | 1                 | 3        |
| Riccardo Calafiori | Italia          | (vs. España)       | 1                 | 3        |
| Robin Hranáč       | República Checa | (vs. Portugal)     | 1                 | 3        |
| Donyell Malen      | Países Bajos    | (vs. Austria)      | 1                 | 4        |
| Jan Vertonghen     | Bélgica         | (vs. Francia)      | 1                 | 4        |
| Mert Müldür        | Turquía         | (vs. Países Bajos) | 1                 | 4        |
| Samet Akaydin      | Turquía         | (vs. Portugal)     | 1                 | 4        |
| Antonio Rüdiger    | Alemania        | (vs. Escocia)      | 1                 | 5        |
| Robin Le Normand   | España          | (vs. Georgia)      | 1                 | 6        |

### Asistentes
| Jugador          | Selección    | Asistencias | Partidos |
| ---------------- | ------------ | ----------- | -------- |
| Lamine Yamal     | España       | 4           | 7        |
| Ante Budimir     | Croacia      | 2           | 3        |
| Alexander Prass  | Austria      | 2           | 4        |
| Juraj Kucka      | Eslovaquia   | 2           | 4        |
| Dennis Man       | Rumania      | 2           | 4        |
| Joshua Kimmich   | Alemania     | 2           | 5        |
| Kylian Mbappé    | Francia      | 2           | 5        |
| Michel Aebischer | Suiza        | 2           | 5        |
| Remo Freuler     | Suiza        | 2           | 5        |
| Arda Güler       | Turquía      | 2           | 5        |
| Dani Olmo        | España       | 2           | 6        |
| Fabián Ruiz      | España       | 2           | 6        |
| Nathan Aké       | Países Bajos | 2           | 6        |
| Xavi Simons      | Países Bajos | 2           | 6        |

| Lista completa | Lista completa  | Lista completa | Lista completa | Lista completa |
| --- | --------------- | -------------- | -------------- | -------------- |
| \| Jugador \| Selección \| \| Partidos \| \| ---------------------- \| --------------- \| - \| -------- \| \| Nico Schlotterbeck \| Alemania \| 1 \| 2 \| \| Thomas Müller \| Alemania \| 1 \| 2 \| \| David Raum \| Alemania \| 1 \| 3 \| \| Jasir Asani \| Albania \| 1 \| 3 \| \| Philipp Mwene \| Austria \| 1 \| 3 \| \| Callum McGregor \| Escocia \| 1 \| 3 \| \| Scott McKenna \| Escocia \| 1 \| 3 \| \| Dominik Szoboszlai \| Hungría \| 1 \| 3 \| \| Roland Sallai \| Hungría \| 1 \| 3 \| \| Ivan Toney \| Inglaterra \| 1 \| 3 \| \| Riccardo Calafiori \| Italia \| 1 \| 3 \| \| Piotr Zieliński \| Polonia \| 1 \| 3 \| \| Vladimír Coufal \| República Checa \| 1 \| 3 \| \| Ondřej Lingr \| República Checa \| 1 \| 3 \| \| Ivan Ilić \| Serbia \| 1 \| 3 \| \| İsmail Yüksek \| Turquía \| 1 \| 3 \| \| Oleksandr Zinchenko \| Ucrania \| 1 \| 3 \| \| Mykola Shaparenko \| Ucrania \| 1 \| 3 \| \| Maximilian Mittelstädt \| Alemania \| 1 \| 4 \| \| Christoph Baumgartner \| Austria \| 1 \| 4 \| \| Florian Grillitsch \| Austria \| 1 \| 4 \| \| Stefan Posch \| Austria \| 1 \| 4 \| \| Koen Casteels \| Bélgica \| 1 \| 4 \| \| Romelu Lukaku \| Bélgica \| 1 \| 4 \| \| Jonas Wind \| Dinamarca \| 1 \| 4 \| \| Victor Kristiansen \| Dinamarca \| 1 \| 4 \| \| David Strelec \| Eslovaquia \| 1 \| 4 \| \| Lukáš Haraslín \| Eslovaquia \| 1 \| 4 \| \| Timi Elšnik \| Eslovenia \| 1 \| 4 \| \| Pedri \| España \| 1 \| 4 \| \| Georges Mikautadze \| Georgia \| 1 \| 4 \| \| Giorgi Kochorashvili \| Georgia \| 1 \| 4 \| \| Otar Kakabadze \| Georgia \| 1 \| 4 \| \| Lorenzo Pellegrini \| Italia \| 1 \| 4 \| \| Nuno Mendes \| Portugal \| 1 \| 4 \| \| Orkun Kökçü \| Turquía \| 1 \| 4 \| \| Randal Kolo Muani \| Francia \| 1 \| 5 \| \| İlkay Gündoğan \| Alemania \| 1 \| 5 \| \| Kai Havertz \| Alemania \| 1 \| 5 \| \| Cole Palmer \| Inglaterra \| 1 \| 5 \| \| Denzel Dumfries \| Países Bajos \| 1 \| 5 \| \| Cristiano Ronaldo \| Portugal \| 1 \| 5 \| \| Dan Ndoye \| Suiza \| 1 \| 5 \| \| Ruben Vargas \| Suiza \| 1 \| 5 \| \| Kaan Ayhan \| Turquía \| 1 \| 5 \| \| Nico Williams \| España \| 1 \| 6 \| \| Marc Cucurella \| España \| 1 \| 6 \| \| Marc Guéhi \| Inglaterra \| 1 \| 6 \| \| Cody Gakpo \| Países Bajos \| 1 \| 6 \| \| Memphis Depay \| Países Bajos \| 1 \| 6 \| \| Wout Weghorst \| Países Bajos \| 1 \| 6 \| \| Mikel Oyarzabal \| España \| 1 \| 7 \| \| Bukayo Saka \| Inglaterra \| 1 \| 7 \| \| Declan Rice \| Inglaterra \| 1 \| 7 \| \| Jude Bellingham \| Inglaterra \| 1 \| 7 \| |                 |                |                |                |
| Jugador | Selección       | Asistencias    | Partidos       |                |
| Nico Schlotterbeck | Alemania        | 1              | 2              |                |
| Thomas Müller | Alemania        | 1              | 2              |                |
| David Raum | Alemania        | 1              | 3              |                |
| Jasir Asani | Albania         | 1              | 3              |                |
| Philipp Mwene | Austria         | 1              | 3              |                |
| Callum McGregor | Escocia         | 1              | 3              |                |
| Scott McKenna | Escocia         | 1              | 3              |                |
| Dominik Szoboszlai | Hungría         | 1              | 3              |                |
| Roland Sallai | Hungría         | 1              | 3              |                |
| Ivan Toney | Inglaterra      | 1              | 3              |                |
| Riccardo Calafiori | Italia          | 1              | 3              |                |
| Piotr Zieliński | Polonia         | 1              | 3              |                |
| Vladimír Coufal | República Checa | 1              | 3              |                |
| Ondřej Lingr | República Checa | 1              | 3              |                |
| Ivan Ilić | Serbia          | 1              | 3              |                |
| İsmail Yüksek | Turquía         | 1              | 3              |                |
| Oleksandr Zinchenko | Ucrania         | 1              | 3              |                |
| Mykola Shaparenko | Ucrania         | 1              | 3              |                |
| Maximilian Mittelstädt | Alemania        | 1              | 4              |                |
| Christoph Baumgartner | Austria         | 1              | 4              |                |
| Florian Grillitsch | Austria         | 1              | 4              |                |
| Stefan Posch | Austria         | 1              | 4              |                |
| Koen Casteels | Bélgica         | 1              | 4              |                |
| Romelu Lukaku | Bélgica         | 1              | 4              |                |
| Jonas Wind | Dinamarca       | 1              | 4              |                |
| Victor Kristiansen | Dinamarca       | 1              | 4              |                |
| David Strelec | Eslovaquia      | 1              | 4              |                |
| Lukáš Haraslín | Eslovaquia      | 1              | 4              |                |
| Timi Elšnik | Eslovenia       | 1              | 4              |                |
| Pedri | España          | 1              | 4              |                |
| Georges Mikautadze | Georgia         | 1              | 4              |                |
| Giorgi Kochorashvili | Georgia         | 1              | 4              |                |
| Otar Kakabadze | Georgia         | 1              | 4              |                |
| Lorenzo Pellegrini | Italia          | 1              | 4              |                |
| Nuno Mendes | Portugal        | 1              | 4              |                |
| Orkun Kökçü | Turquía         | 1              | 4              |                |
| Randal Kolo Muani | Francia         | 1              | 5              |                |
| İlkay Gündoğan | Alemania        | 1              | 5              |                |
| Kai Havertz | Alemania        | 1              | 5              |                |
| Cole Palmer | Inglaterra      | 1              | 5              |                |
| Denzel Dumfries | Países Bajos    | 1              | 5              |                |
| Cristiano Ronaldo | Portugal        | 1              | 5              |                |
| Dan Ndoye | Suiza           | 1              | 5              |                |
| Ruben Vargas | Suiza           | 1              | 5              |                |
| Kaan Ayhan | Turquía         | 1              | 5              |                |
| Nico Williams | España          | 1              | 6              |                |
| Marc Cucurella | España          | 1              | 6              |                |
| Marc Guéhi | Inglaterra      | 1              | 6              |                |
| Cody Gakpo | Países Bajos    | 1              | 6              |                |
| Memphis Depay | Países Bajos    | 1              | 6              |                |
| Wout Weghorst | Países Bajos    | 1              | 6              |                |
| Mikel Oyarzabal | España          | 1              | 7              |                |
| Bukayo Saka | Inglaterra      | 1              | 7              |                |
| Declan Rice | Inglaterra      | 1              | 7              |                |
| Jude Bellingham | Inglaterra      | 1              | 7              |                |

## Premios y reconocimientos

### Jugador del partido
| Fase de grupos - 1.ª jornada | Fase de grupos - 1.ª jornada | Fase de grupos - 2.ª jornada | Fase de grupos - 2.ª jornada | Fase de grupos - 3.ª jornada | Fase de grupos - 3.ª jornada | Fase de eliminación | Fase de eliminación |
| Jugador                      | Partido                      | Jugador                      | Partido                      | Jugador                      | Partido                      | Jugador             | Partido             |
| ---------------------------- | ---------------------------- | ---------------------------- | ---------------------------- | ---------------------------- | ---------------------------- | ------------------- | ------------------- |
| Jamal Musiala                | 5:1                          | Andrej Kramarić              | 2:2                          | Granit Xhaka                 | 1:1                          | Ruben Vargas        | 2:0                 |
| Granit Xhaka                 | 1:3                          | İlkay Gündoğan               | 2:0                          | Roland Sallai                | 0:1                          | Antonio Rüdiger     | 2:0                 |
| Fabián Ruiz                  | 3:0                          | Manuel Akanji                | 1:1                          | Ferran Torres                | 0:1                          | Jude Bellingham     | 2:1                 |
| Federico Chiesa              | 2:1                          | Žan Karničnik                | 1:1                          | Luka Modrić                  | 1:1                          | Rodri Hernández     | 4:1                 |
| Cody Gakpo                   | 1:2                          | Pierre-Emile Højbjerg        | 1:1                          | Marcel Sabitzer              | 2:3                          | Jules Koundé        | 1:0                 |
| Christian Eriksen            | 1:1                          | Nico Williams                | 1:0                          | Łukasz Skorupski             | 1:1                          | Diogo Costa         | 0:0 (3:0)           |
| Jude Bellingham              | 0:1                          | Mykola Shaparenko            | 1:2                          | Adam Gnezda Čerin            | 0:0                          | Cody Gakpo          | 0:3                 |
| Nicolae Stanciu              | 3:0                          | Christoph Baumgartner        | 1:3                          | Christian Eriksen            | 0:0                          | Merih Demiral       | 1:2                 |
| Stanislav Lobotka            | 0:1                          | N'Golo Kanté                 | 0:0                          | Stanislav Lobotka            | 1:1                          | Dani Olmo           | 2:1                 |
| N'Golo Kanté                 | 0:1                          | Giorgi Mamardashvili         | 1:1                          | Kevin De Bruyne              | 0:0                          | Ousmane Dembélé     | 0:0 (3:5)           |
| Arda Güler                   | 3:1                          | Bernardo Silva               | 0:3                          | Khvicha Kvaratskhelia        | 2:0                          | Bukayo Saka         | 1:1 (5:3)           |
| Vitinha                      | 2:1                          | Kevin De Bruyne              | 2:0                          | Barış Alper Yılmaz           | 1:2                          | Stefan de Vrij      | 2:1                 |
|                              |                              |                              |                              |                              |                              | Lamine Yamal        | 2:1                 |
|                              |                              |                              |                              |                              |                              | Ollie Watkins       | 1:2                 |
|                              |                              |                              |                              |                              |                              | Nico Williams       | 2:1                 |

### Mejor jugador del torneo
El Premio al Mejor Jugador del Torneo fue entregado a Rodri Hernández, quien fue elegido por el comité de observadores técnicos de la UEFA.
- Rodri Hernández[26]

### Mejor jugador joven del torneo
El Premio al Jugador Joven del Torneo, abierto a los jugadores nacido a partir del 1 de enero del 2001, fue entregado a Lamine Yamal, elegido por el comité de observadores técnicos de la UEFA.
- Lamine Yamal[27]

### Bota de oro
De acuerdo a la UEFA, en caso de que no haya un desempate en cantidad de goles anotados por jugador, se decidió que el premio se repartiría en todos los jugadores que compartan la máxima cantidad de goles sin importar el tiempo jugado, por lo que se designaron seis ganadores.
| Jugador            | Goles   |
| ------------------ | ------- |
| Cody Gakpo         | 3 goles |
| Dani Olmo          | 3 goles |
| Georges Mikautadze | 3 goles |
| Harry Kane         | 3 goles |
| Ivan Schranz       | 3 goles |
| Jamal Musiala      | 3 goles |

### Equipo del torneo
El Equipo de la Eurocopa 2024 fue presentado por los observadores técnicos de la UEFA. Nota: Los jugadores con estrella son los que más MVP tuvieron durante el campeonato.
| Pos. | Jugador         | PJ (T/S) | Minutos Jugados | Goles | Asistencias | Tarjetas Amarillas | Doble Tarjeta Amarilla y Roja | Tarjetas Rojas |
| ---- | --------------- | -------- | --------------- | ----- | ----------- | ------------------ | ----------------------------- | -------------- |
| POR  | Mike Maignan    | 6 (6/0)  | 570'            | 0     | 0           | 0                  | 0                             | 0              |
| DEF  | Kyle Walker     | 7 (7/0)  | 690'            | 0     | 0           | 0                  | 0                             | 0              |
| DEF  | William Saliba  | 6 (6/0)  | 570'            | 0     | 0           | 1                  | 0                             | 0              |
| DEF  | Manuel Akanji   | 5 (5/0)  | 480'            | 0     | 0           | 0                  | 0                             | 0              |
| DEF  | Marc Cucurella  | 6 (6/0)  | 546'            | 0     | 1           | 0                  | 0                             | 0              |
| MED  | Rodri Hernández | 6 (6/0)  | 522'            | 1     | 0           | 3                  | 0                             | 0              |
| MED  | Dani Olmo       | 6 (3/3)  | 401'            | 3     | 2           | 1                  | 0                             | 0              |
| MED  | Fabián Ruiz     | 6 (6/0)  | 543'            | 2     | 2           | 1                  | 0                             | 0              |
| DEL  | Lamine Yamal    | 7 (6/1)  | 508'            | 1     | 4           | 1                  | 0                             | 0              |
| DEL  | Jamal Musiala   | 5 (5/0)  | 423'            | 3     | 0           | 0                  | 0                             | 0              |
| DEL  | Nico Williams   | 6 (6/0)  | 496'            | 2     | 1           | 0                  | 0                             | 0              |

## Símbolos

### Mascota

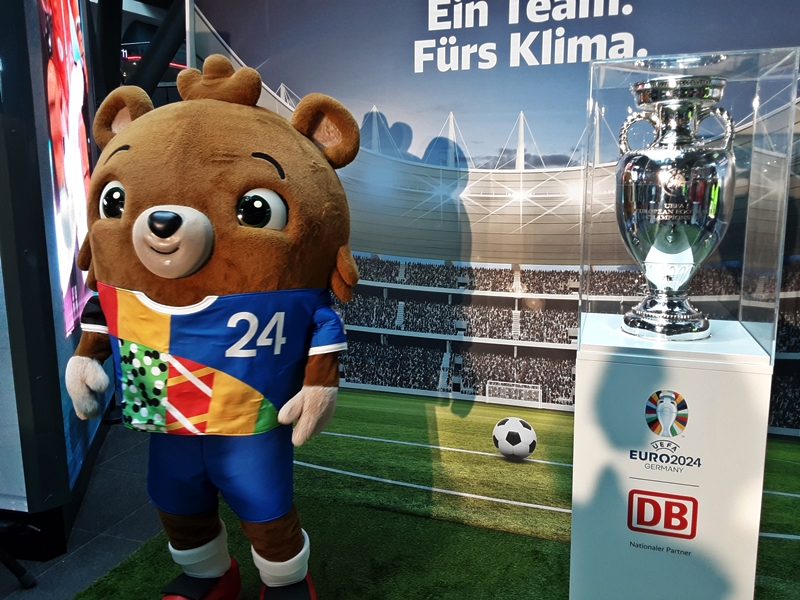
La mascota oficial "Albärt"

La mascota oficial de la UEFA EURO 2024 se presentó el 20 de junio de 2023 en el amistoso internacional entre Alemania y Colombia en el Veltins-Arena de Gelsenkirchen. La mascota es un oso de peluche con pantalones y para la selección del nombre de la mascota se utilizó una votación pública con las opciones "Albärt", "Bärnardo", "Bärnheart" y "Herzi von Bär". Los resultados se hicieron públicos el 5 de julio y se anunció que el nombre de la mascota era "Albärt", obteniendo el 32 % de los votos.

### Balón oficial

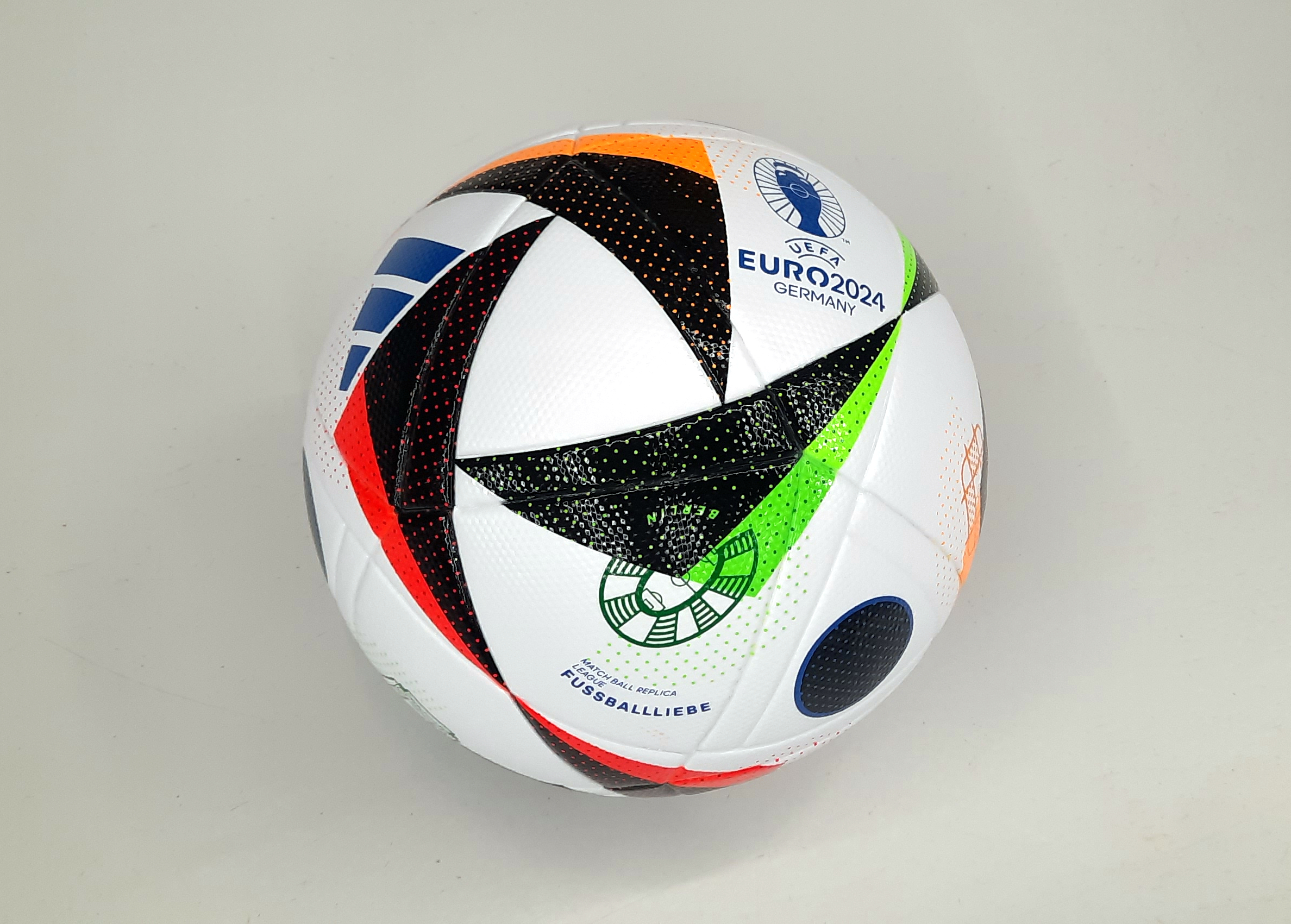
Réplica del balón oficial del torneo el "Fussballliebe"

El balón oficial del torneo, "Fussballliebe", fue presentado por la UEFA y Adidas el 15 de noviembre de 2023. Traducido como "Amor por el fútbol" al alemán, presenta formas de alas negras con bordes y curvas rojos, azules, naranjas y verdes para resaltar la vitalidad de las naciones clasificadas en el torneo y el amor que los aficionados de todo el mundo le dan al fútbol.
Creado con materiales biológicos sostenibles, este es el primer balón para una Eurocopa que presenta la "tecnología de balón conectado", donde contiene sensores electrónicos internos que permiten la detección de su movimiento para que los partidos de la UEFA lo utilicen como ayuda en los procesos de toma de decisiones.

### Canción oficial
En diciembre de 2023, el grupo de música electrónica italiano Meduza, la banda de pop rock estadounidense OneRepublic y la cantante alemana Kim Petras fueron anunciados como los artistas oficiales del torneo. Sin embargo, en marzo de 2024, se anunció que Petras se había retirado de la producción debido a problemas de programación y fue reemplazada por la cantante alemana Leony. La canción oficial, «Fire», se lanzó el 10 de mayo de 2024.

### Patrocinios

#### Patrocinadores oficiales globales
- Adidas[35]
- Alibaba Group
- Atos[36]
- Betano[37]
- Coca-Cola[38]
- Hisense[39]
- Unilever[40]
- Visit Qatar
- Vivo Mobile
- Booking.com

#### Patrocinadores oficiales nacionales
- Bitburger
- Deutsche Bahn
- Deutsche Telekom[41]
- Ergo Group
- Wiesenhof

## Incidencias

### Incidentes balcánicos
Durante la fase de grupos surgieron varias polémicas por el comportamiento de diversos aficionados y jugadores balcánicos. Albania y Serbia fueron multadas con 10 000 euros después de que sus aficionados mostraran símbolos irredentistas; los aficionados serbios mostraron mapas de Kosovo como parte de Serbia, mientras que los aficionados albaneses mostraron mapas de la Gran Albania. Serbia amenazó con abandonar el torneo si la UEFA no tomaba medidas contra Croacia y Albania después de que algunos de sus aficionados corearan consignas antiserbias durante el partido, como Ubij ubij ubij Srbina ("Matar, matar, matar a los serbios"); posteriormente se inició una investigación en Croacia.  Después del partido de la fase de grupos entre Albania y Croacia, Mirlind Daku alentó a los aficionados albaneses a corear consignas antimacedonias y antiserbias, y Albania fue multada con 47 250 euros y Daku fue sancionado con dos partidos. El periodista kosovar, Arlind Sadiku, fue suspendido por hacer el gesto de manos cruzadas hacia los aficionados serbios durante el partido entre Serbia e Inglaterra.

### Espontáneos
El encuentro entre Turquía y Portugal correspondiente al grupo F fue interrumpido cuatro veces por espontáneos que intentaron fotografiarse con Cristiano Ronaldo. Otros dos espontáneos invadieron el terreno de juego justo después del pitido final.
Durante los encuentros que enfrentaron a Albania e Italia y Rumanía y Ucrania también sucedieron invasiones de campo.